# السير ويلفريد لوسون، بارونيت برايتون الثاني
السير ويلفريد لوسون، بارونيت برايتون الثاني (4 سبتمبر 1829- 1 يوليو 1906) هو ناشط إنجليزي في حركة الاعتدال وسياسي راديكالي معادٍ للاستعمارية وعضو في الحزب الليبرالي ومجلس العموم لفترات مختلفة بين عامي 1859 و1906. اشتهر بحسه الفكاهي في مجلس العموم.
كان لوسون عضوًا في العديد من الدوائر الانتخابية، بما في ذلك كارلايل (1859-1865 و1868-1885) وكوكرماوث (1886-1900) وكامبورن (1903-1906) وكروكرماوث (1906). هو ابن السير ويلفريد لوسون، بارونيت برايتون الأول، الذي غير اسمه من وايبيرغ، وكارولين غراهام، ابنة السير جيمس غراهام. تلقى تعليمه في المنزل. هو أحد الأعضاء الذين شاركوا في تأسيس النادي الليبرالي الوطني ورابطة الإصلاح، وعضو بارز في جمعية السلام وجمعية مكافحة تجارة الأفيون. شغل منصب مدير سكة حديد ماريبورت وكارلايل وقاضي صلح في كمبرلاند. كان دائم الحماس بشأن قضية الاعتدال وفي عام 1879، أصبح رئيسًا لتحالف المملكة المتحدة. كان زراعيًا ومساندًا للتفكير التقدمي كما فعل شقيقه الأصغر ويليام.

## نشأته
ولد ويلفريد لوسون، ابن السير ويلفريد لوسون، بارونيت برايتون الأول، بتاريخ 4 سبتمبر 1829 في برايتون هول في أسباتريا بمدينة كمبرلاند. فضلت أسرته نمط الحياة الرياضية البسيط، ولذلك شجعت أطفالها على الذهاب في الأنشطة الخارجية والاستمتاع بها، بما في ذلك الصيد والرماية والتزلج على الجليد والكريكت وصيد الثعالب. اشترى مجموعة كلاب الصيد الخاصة بجون بيل بعد وفاته وأصبح سيد كلاب صيد كمبرلاند. منذ المراحل الأولى من طفولته، اكتسب موهبة استثنائية في التقليد وكتابة الأبيات الشعرية الفصيحة المؤثرة، وكان لذلك أثر واضح على مراسلاته لاحقًا.
تلقى لوسون تعليمه في المنزل بإشراف جون أوزوالد جاكسون، وهو كاهن أبرشاني ذو سمعة طيبة. في وقت لاحق من حياته، أعلن لوسون وشقيقه ويليام عن عدم تلقيهما تعليمًا رسميًا. اعتاد جاكسون تدريس تلاميذه النثر اليوناني واللاتيني، بالإضافة إلى الرياضيات والعلوم الطبيعية والاقتصاد السياسي واللغة الإنجليزية والتاريخ الأجنبي، وبعض أساليب الخطاب والمنطق لتعزيز المناهج الدراسية. أصبح لوسون مهتمًا بالشعر، ولا سيما أعمال اللورد بايرون، الذي غالبًا ما كانت أبياته الشعرية تزين خطاباته السياسية.

### عائلته
في 13 نوفمبر 1860، تزوج لوسون بماري، ابنة جوزيف بوكلينغتون سينهاوس من نيذرهول في ماريبورت، كمبرلاند. أنجب الزوجان أربعة أولاد: ويلفريد وموردونت وآرثر وغودفري، وأربع فتيات: إلين ومابيل ولوسي وجوزفين. تزوجت إيلين بآرثر هنري هولاند هيبرت، فيكونت كنوتسفورد الثالث (1855-1935)، وأنجبا ابنة واحدة تُدعى إلسي وابنًا واحدًا يُدعى ثورستان. في عام 1895، تزوجت مابيل بآلان دي لانسي كوروين من وركينغتون هول، وأنجبا ثلاثة أطفال. في عام 1896، تزوجت لوسي بإدوارد هيثكوت ثروستون من بينال تور، موتشغوليث، شمال ويلز.
في عام 1909، تزوجت جوزفين بفريدريك وليام تشانس، عضو في البرلمان عن مدينة كارلايل. تزوجت شقيقة ماري، بلانش، بألفريد كرزون، بارون سكارسديل الرابع (1831-1916). بلانش هي والدة اللورد كرزون، نائب الملك في الهند. حقق لوسون نجاحًا في مجالس البارونات وقطاع العقارات بعد وفاة والده في عام 1867.

### الأثر السياسي المبكر
بسبب عدم اختلاط لوسون بأقرانه المثقفين، اكتسب قناعاته السياسية من والده وضيوف الأسرة المؤثرين. في عام 1840، بحثت الأسرة في عواقب اعتماد التجارة الحرة وإلغاء قوانين الذرة الجائرة. حضروا خطابات جرانبي ودزرائيلي ودوق ريتشموند من جانب وكوبدن وبرايت وفيليرز من جانب آخر، بالإضافة إلى متابعة التعليقات الكاريكاتورية للسيد بانش.
اهتمت عائلة لوسون بالآراء الراديكالية التي جادلت بأن الأرستقراطيين هم طفيليات الدولة التي ترفع ثمن خبز الشعب بذريعة مساعدة مالكي الأرض وزيادة إيرادات خزائن الدولة ولكنها تستخدم ذلك لأغراض الفساد والحرب الخارجية المعادية للمسيحية. في عام 1843، بعد حضور سلسلة من المحاضرات المتنقلة التي ألقاها تشالمرز وكانديلش، أعادوا تمثيل النقاشات الرئيسية التي كانت بشأن الكنيسة والدولة وناقشوا أمر الكنيسة الأسكتلندية وانقسامها الأخير، عندما انفصل 451 قسيسًا عنها، مفسحين المجال لتشكيل الكنيسة الحرة في اسكتلندا. في عام 1843، ناقشوا أعمال الشغب في ريبيكا؛ بعد أن فاجأ دانيال أوكونيل أيرلندا برغبته في إلغاء الاتحاد، وقضوا وقتًا مطولًا في مناقشة المسألة الأيرلندية الأزلية. في عام 1848، أشاروا إلى الأحداث المحيطة بالثورة، عندما ورد ذكر بعض الاضطرابات في الصحف الصباحية وانتشرت بضراوة في جميع أنحاء أوروبا، وهزت الممالك والعروش، وتسببت في مذابح مريعة في فرنسا، وأثارت أعمال شغب ميثاقية في إنجلترا، وأُخذت منها عبرة سياسية عميقة. ناقشوا أخلاقيات الحرب خلال أربعينيات القرن التاسع عشر، مع الإشارة إلى حربي الأفيون الأفغانية والصينية. مع انتهاء الحروب، برزت مسألة السلام في طليعة اهتماماتهم. حازت منشورات إليهو بريت، أحد كبار المدافعين عن السلام، على اهتمامهم، بينما ألقى هنري ريتشارد، مدافع عن السلام، محاضرة في برايتون. أكمل لوسون تعليمه بقراءة كتاب اللامتوافقون، الذي حرره إدوارد ميال. صقلت العديد من قرارات حزب الأحرار البريطاني المبكرة شخصيته وشكلت آراءه وقناعاته التي كانت قوة دافعة له لدعم مسيرته التي بدأها بفن الرومانسية والإنجيلية إلى الكوبدينية.

### النمط السياسي
يُعتبر لوسون أحد أكثر الشخصيات السياسية شهرة وشعبية في بريطانيا، ومع ذلك لم يكن ناشرًا أو كاتب مقالات، ولم يكن مالكًا لصحيفة أو مجلة دورية كما هو الحال مع زملائه الراديكاليين، جوزيف كوين وهنري لابوشير. انبثقت قوة جداله من طريقته الفريدة في نقل الكلمة المنطوقة، والتي نادرًا ما تفتقر إلى صفات الفكاهة أو الدعابة، إذ تميزت نقاشاته المنطقية والمتوازنة بمستواها الرفيع، مقارنة بغيره من الخطباء السياسيين المعاصرين. أصبح لوسون رئيس الفكاهيين في مجلس العموم، إذ اعتمد أسلوبًا مفعمًا بالحيوية في المناقشات، ما أكسبه لقب «البارون الذكي».
انضم لوسون إلى العديد من الجمعيات ومجموعات الضغط، وألقى العديد من الخطابات السياسية حول مختلف الموضوعات والحوادث ذات الصلة. يشتهر لوسون في الوقت الحالي ويُذكر لسعيه في قضية إصلاح الاعتدال، عندما كان الاعتدال مجرد فكرة واحدة بين مجموعة معقدة للغاية من الأفكار التي تبناها. كان لوسون أحد أكثر متبني الكوبدينية وله العديد من المساهمات في النقاش حول الإصلاح الجذري، واهتم كذلك بالسياسة الخارجية والاستعمارية. في إطار فلسفته الراديكالية، تبنى لوسون الراديكالية تمامًا كما لو كانت تجري في عروقه، وأبدى آراء شديدة الراديكالية بشأن العديد من الموضوعات. لو اعتُمد التصويت لتصنيف توجه أعضاء البرلمان البريطاني، لصُنّف لوسون ضمن الأطراف الخارجية الهامشية، لأنه لم يسبق أن صوت عضو في أي حزب سياسي بريطاني أو في أي وقت في تاريخ النظام البرلماني البريطاني الحديث في العديد من أقسام الأقليات كما فعل لوسون.